# Wabuda
Wabuda est la troisième plus grande île du delta du fleuve Fly en Papouasie-Nouvelle-Guinée.
Sa superficie est de 109 km2.
Administrativement, elle appartient au South Fly District (en) de la Province ouest.